# Кошаново (Косцянський повіт)
Кошаново (пол. Koszanowo) — село в Польщі, у гміні Сміґель Косцянського повіту Великопольського воєводства.
Населення — 676 осіб (2011).
У 1975-1998 роках село належало до Лешненського воєводства.

## Демографія
Демографічна структура станом на 31 березня 2011 року:
|          | Загалом | Допрацездатний вік | Працездатний вік | Постпрацездатний вік |
| -------- | ------- | ------------------ | ---------------- | -------------------- |
| Чоловіки | 326     | 74                 | 220              | 32                   |
| Жінки    | 350     | 87                 | 203              | 60                   |
| Разом    | 676     | 161                | 423              | 92                   |